# Gananita
La gananita és un mineral de la classe dels halurs. Rep el seu nom de la seva localitat tipus, l'àrea de Ganan (Xina).

## Característiques
La gananita és un halur, un fluorur de bismut de fórmula química BiF₃. Cristal·litza en el sistema cúbic, formant agregats irregulars de fins a 0,15 mil·límetres. La seva duresa a l'escala de Mohs és 3,5.
Segons la classificació de Nickel-Strunz, la gananita pertany a «03.AA - Halurs simples, sense H₂O, amb proporció M:X = 1:3» juntament amb els següents minerals: zharchikhita, molisita, fluocerita-(Ce) i fluocerita-(La).

## Formació i jaciments
Es troba en filons de quars que contenen tungstè. Sol trobar-se associada a altres minerals com: bismut, bismutinita, pirita o calcopirita. Va ser descoberta l'any 1984 a la mina de wolframi de Laikeng, a Gan Co. (Província de Jiangxi, República Popular de la Xina). També ha estat descrita a Sadisdorf, a Schmiedeberg (Saxònia, Alemanya).